# Европско првенство
Европско првенство је међународно спортско такмичење највишег нивоа између европских спортиста или спортских тимова који представљају своје земље или професионалних спортских клубова. 
У множини, Европско првенство се такође односи на специфичну комбиновану четворогодишњу вишеспортску манифестацију која укључује континентална првенства у атлетици, воденим спортовима, уметничкој гимнастици, триатлону, веслању, бициклизму и тимском голфу.

## Игре
1. Европске игре
2. Европско првенство (више спортова)
3. Европски олимпијски фестивал младих
4. Европске мастерс игре
5. Зимске Икс игре Европе

## Шампионати
Трка аутомобила
- АИАЦР Европско првенство (1931–1939)
- Европско првенство у Формули два (1967–1984)
- Европско првенство у туринг аутомобилима (1963–1988; 2000–2004)
- Европско првенство у релију
- ФИА Европско првенство у рели кросу
- ФИА ГТ3 Европско првенство

Бадминтон
- Европско првенство у бадминтону

Бејзбол
- Европско првенство у бејзболу

Банди
- Европско првенство у бендију (1913)

Кошарка
- Еврокошарка
- ЕуроБаскет жене

Биатлон
- Европско првенство у биатлону

Бокс
- Европско аматерско првенство у боксу

Бразилски џијуџицу
- Европско првенство (бразилски џијуџицу)

Кану
- Европско првенство у кануу
- Европско првенство у кану слалому

Шах
- Европско појединачно првенство у шаху

Крикет
- Европско првенство у крикету
- Европско првенство Твенти20
- Европско првенство у крикету за жене

Карлинг
- Европско првенство у карлингу

Бициклизам
- БМКС: Европско БМКС првенство
- Цикло-крос: Европско првенство у циклокросу
- Планински бицикл: Европско првенство у брдском бициклизму
- Друмски бициклизам: Европско првенство у друмовима
- Бициклизам на стази: УЕЦ Европско првенство на стази

Пикадо
- Европско првенство (пикадо)

Змајеви чамци
Европско првенство у змајевим чамцима
Дресура
- Европско првенство у дресури
- Европско првенство у дисциплинама
- Европско првенство у препонама

Мачевање
- Светско првенство у мачевању, отворено само за европске мачеваоце од 1921. до 1937.
- Европско првенство у мачевању (1981–)

Хокеј на трави
- Шампионат нација у Еврохокеју
- Европско првенство нација у хокеју за жене

Уметничко клизање
- Европско првенство у уметничком клизању

Фистбол
- Фистбол Европско првенство

Фудбал и фудбал на песку
- Европско првенство УЕФА
- УЕФА првенство за жене
- Јуро Бич Сокер

Футсал
- УЕФА првенство у футсалу
- УЕФС првенство у футсалу

Го
- Европско првенство у Гоу

Гимнастика
- Европско првенство у аеробној гимнастици
- Европско првенство у акробатици
- Европско првенство у уметничкој гимнастици
- Европско тимско првенство у теретани
- Европско првенство у трамполину
- Европско првенство у уметничкој гимнастици
- Европско првенство у ритмичкој гимнастици

Рукомет и рукомет на песку
- Европско првенство у рукомету
- Европско првенство у рукомету
- Европско првенство у рукомету на песку
- Европски турнир у рукомету у инвалидским колицима

Хокеј на леду
- Европско првенство у хокеју на леду

Хокеј на леду
- ИПЦ Европско првенство у хокеју на леду

Хокеј у дворани
- Европско првенство у хокеју у дворани за мушкарце
- Европско првенство у хокеју за жене

Џудо
- Европско првенство у џудоу

Карате
- Европско првенство у каратеу

Кик бокс
- В.А.К.О. Европско аматерско првенство у кик боксу

Корфбалл
- Европско првенство у корфболу

Брзо клизање на дугим стазама
- Европско првенство у брзом клизању

Мали фудбал
- ЕМФ миниЕУРО

Мулти-Спорт
- Европско првенство
- Европске игре
- Европски олимпијски фестивал младих

Петанка
- Европско првенство у петанки

Пич и пат
- Европско првенство у пич и пату

Професионално рвање
- ВВЕ Европско првенство

Квидич
Европске игре (квидич)
Рекет
- Европско првенство у рекету

Хокеј на клизалишту
- Европско првенство у хокеју на клизалишту

Веслање
- Европско првенство у веслању

Рагби лига
- Европско првенство у рагбију

Рагби унија
- Међународно првенство Европе у рагбију

Једрење
- Европско првенство у једрењу

Савате
- Европско првенство у саватеу

Снимање
- Европско првенство у стрељаштву

Сноокер
- ЕБСА Европско првенство у снукеру

Мека лопта
- Европско првенство у софтболу

Спидвеј
- Појединачно Европско првенство у спидвеју
- Европско првенство у спидвеју за парове
- Куп шампиона европских спидвеј клубова

Скијашко планинарење
- Европско првенство у скијашком планинарењу

Сумо
- Европско првенство у сумоу

Стони тенис
- Европско првенство у стоном тенису
- Европско пара првенство у стоном тенису

Теквондо
- Европско првенство у теквондоу

Триатлон
- Европско првенство у триатлону

Одбојка и одбојка на песку
- Европско првенство у одбојци за мушкарце
- Европско првенство у одбојци за жене
- Европско првенство у одбојци на песку

Дизање тегова
- Европско првенство у дизању тегова

Рагби у инвалидским колицима
- ИВРФ Европско првенство

Рвање
- Европско првенство у рвању

## Зимски спортови
- Европско првенство у уметничком клизању
- Европско првенство у брзом клизању
- Европско првенство у брзом клизању
- ФИЛ Европско првенство у санкању
- Европско првенство у бобу и скелету
- Европско првенство у биатлону
- Европско првенство у скијашком планинарењу
- Европско првенство у скијашкој оријентацији
- Европско првенство у карлингу
- Европско првенство у хокеју на леду
- Европско првенство у сноуборду
- Европско првенство у скијању слободним стилом
- ФИС Европски куп у алпском скијању
- Европско првенство у скијашком маратону
- Европско првенство у одбојци на снегу
- Европско првенство у бендију
- Европско зимско првенство у триатлону
- Европско првенство у пењању на леду
- Европско првенство у крпљама
- Европско првенство у скијању на трави
- Европско првенство у ролерима
- Европско првенство у сноукросу
- Европско првенство у моторним санкама - Европски куп у ендуро моторним санкама